# Parorchestia morini
Parorchestia morini is een vlokreeftensoort uit de familie van de Talitridae. De wetenschappelijke naam van de soort is voor het eerst geldig gepubliceerd in 1998 door Asari.